# On the crest of waves
On the crest of waves (Fins: Aaltojen harjoilla, Nederlands: Op de top van golven) is een compositie van Uljas Pulkkis.
De Finse componist wilde met dit werk in de voetsporen treden van componisten die zich lieten inspireren door de zee. Onder andere Claude Debussy met La mer en Frank Bridge met De zee-suite gingen hem daarin voor, Pulkkis noemde zelf nog als voorbeelden Richard Strauss, Maurice Ravel en Ottorino Respighi. Pulkkis gebruikt in de opening zelfs een citaat uit het werk Also sprach Zarathustra van Strauss. Na de introductie volgen zes fantasieën, waarin Pulkkis een kust, wind, onrustige zee, naderende storm, kalmte en golven verbeeldde.
Het werk ging op 21 januari 2004 in première bij het Fins Radiosymfonieorkest onder leiding van Sakari Orami. Het werk kwam voort uit een opdracht van YLE. In 2010 nam een andere combinatie het werk op. 
Orkestratie:
- 3 dwarsfluiten, 3 hobo’s, 3 klarinetten, 3 fagotten
- 4 hoorns, 3 trompetten, 3 trombones, 1 tuba
- pauken, 2 man/vrouw  percussie, 1 harp, piano/orgel
- violen, altviolen, celli, contrabassen